# Abraham ben Meir ibn Ezra
Abraham ben Meir ibn Ezra (heb. אברהם אבן עזרא), poznat i kao Aben-Ezra (Toledo, Španjolska, o. 1092. – Calahorra, Španjolska, 28. siječnja 1167.), židovski rabin, filozof i astronom. Bio je i vrstan matematičar, astrolog, jezikoslovac i pjesnik.

## Životopis
Prva četiri desetljeća života proveo je u Španjolskoj gdje je bio poznat kao pjesnik i mislilac. Živio je u Córdobi, gdje se družio s nekima od najutjecajnijih španjolskih Židova; Jozefom ibn Zadikom i Judom Ha-Levijem. Od 1140. godine putovao je po Italiji, te živio u Rimu, Lucci, Mantovi i Veroni. Godine 1155. odlazi u Provansu, gdje je napisao knjigu o Božjim imenima. Poslije je otputovao u Rouen na sjeveru Francuske i Londonu, a putovao je i po sjevernoj Africi, osobito po Egiptu. Bio je izvrstan poznavatelj biblijske egzegeze, prevodio je s arapskog na hebrejski, pisao religiozne pjesme, djela o matematici i astronomiji, a izrađivao je i horoskope.